# Stav Strashko

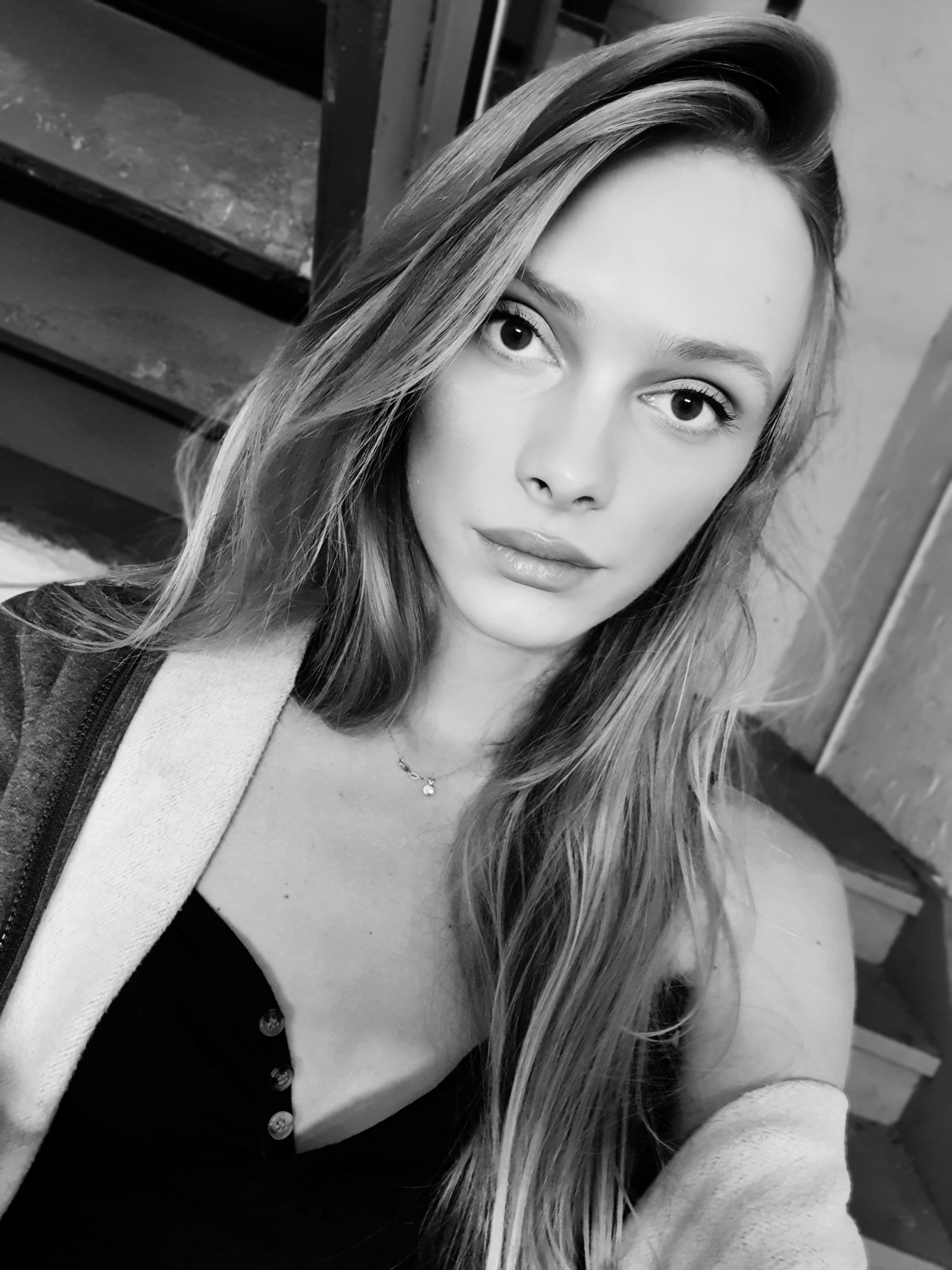
Stav Strashko

Stav Strashko (hebräisch סתיו סטרשקו; * 24. September 1992 in Dnipro) ist eine israelische Schauspielerin und Model.

## Leben und Karriere
Strashko wurde am 24. September 1992 in Dnipro geboren. Im Alter von zwei Jahren zog sie mit ihrer Familie nach Ramat Gan. Derzeit lebt sie in Tel Aviv. Ihr Debüt gab sie 2013 in dem Film Liebesbriefe eines Unbekannten. Im selben Jahr war sie in Blue Natalie zu sehen.
2018 bekam Strashko in Flawless eine Hauptrolle. Damit war sie die erste transgender Schauspielerin überhaupt, die für den Ophir Award als Beste Schauspielerin nominiert wurde. Außerdem wurde sie 2021 für den Film Tanz zum Ruhm gecastet.

## Filmografie
Filme
- 2013: Liebesbriefe eines Unbekannten (Shablulim BaGeshem)
- 2018: Flawless (HaNeshef)
- 2021: Tanz zum Ruhm (Birds of Paradise)

Serien
- 2013: Blue Natalie (6 Folgen)